# Thomas (I.) Venetz
Thomas Venetz (* vor 1392; † vor 22. Mai 1453) war Landeshauptmann von Wallis.

## Werdegang
Thomas Venetz stammte aus Saas und war ein Sohn von Anton Venetz und der Francisca von Chouson. Durch diese Verbindung kam das Meiertum von St. Niklaus als Erbe in seine Familie. Unter Bischof Andreas dei Benzi war er zweimal Landeshauptmann. Das von den Karthäusern verlassene Kloster Gerunden bei Siders wurde 1428 den Karmeliten übertragen. Im gleichen Jahr kam es zu einer Neuordnung der Hexenprozesse. Während seiner zweiten Amtszeit musste der Bischof den Landrat als höchste Instanz akzeptieren. Den Zenden Visp vertrat er 1446 beim Abschluss eines Bündnisses mit dem Grafen von Savoyen und der Stadt Bern.